# Joeri Presekin
Joeri Presekin (29 oktober 1961) is een Sovjet-Russisch zwemmer.

## Biografie
Presekin won tijdens de Olympische Zomerspelen van 1980 in eigen land de gouden medaille op de 4x200 m vrije slag, dit waren de eerste spelen waarbij de zwemmers 
die enkel in de series zwommen ook een medaille ontvingen.

## Internationale toernooien
| Jaar | Olympische Spelen                                  |
| ---- | -------------------------------------------------- |
| 1980 | 4x200 m vrije slag · Presekin zwom enkel de series |